# Too Much Heaven
Too Much Heaven là bài hát của ban nhạc Bee Gees, một đóng góp của ban nhạc cho quỹ "Music for UNICEF". Họ biểu diễn nó tại buổi hòa nhạc Music for UNICEF vào ngày 9 tháng 1 năm 1979. Bài hát sau đó cũng xuất hiện ban đầu trong album thứ mười ba của nhóm, Spirits Having Flown. Nó đạt vị trí số 1 ở cả Hoa Kỳ và Canada. Ở Hoa Kỳ, bài hát là đĩa đơn đầu tiên trong số ba bài từ album làm gián đoạn một bài hát ở vị trí 1. "Too Much Heaven" đã đánh bại "Le Freak" khỏi vị trí hàng đầu trong hai tuần trước khi trở lại vị trí 1 một lần nữa. Nó cũng trong ba bài đứng hàng đầu ở Vương quốc Anh. Ở Mỹ, nó trở thành bài thứ 4 đứng hạng 1, 6 lần liên tiếp, ngang với kỷ lục của The Beatles về các bài hát đứng hạng 1 liên tiếp.
Robin Gibb đã nói trong cuộc phỏng vấn của Bee Gees cho Billboard vào năm 2001 rằng, ca khúc này là một trong những bài hát của Bee Gees ông yêu thích nhất.